# Erwin Braun
Erwin Braun (Sopron, 1895. augusztus 31. – Los Angeles, 1986. szeptember 10.) osztrák nemzetközi labdarúgó-játékvezető.

## Pályafutása

### Nemzeti játékvezetés
1921-ben lett az I. Liga játékvezetője. A nemzeti játékvezetéstől 1934-ben vonult vissza.

### Nemzetközi játékvezetés
Az Osztrák labdarúgó-szövetség Játékvezető Bizottsága (JB) terjesztette fel nemzetközi játékvezetőnek, a Nemzetközi Labdarúgó-szövetség (FIFA) 1923-tól tartotta nyilván bírói keretében. A FIFA JB központi nyelvei közül a németet beszélte. 
Több nemzetek közötti válogatott és klubmérkőzést vezetett, vagy működő társának partbíróként segített. Az osztrák nemzetközi játékvezetők rangsorában, a világbajnokság-Európa-bajnokság sorrendjében többedmagával a 29. helyet foglalja el 1 találkozó szolgálatával. Az aktív nemzetközi játékvezetéstől 1934-ben búcsúzott. Válogatott mérkőzéseinek száma: 22.

#### Labdarúgó-világbajnokság
A világbajnoki döntőhöz vezető úton Olaszországba a II., az 1934-es labdarúgó-világbajnokságra a FIFA JB bíróként alkalmazta. Világbajnokságon vezetett mérkőzéseinek száma: 1.

##### 1934-es labdarúgó-világbajnokság

###### Világbajnoki mérkőzés
| Időpont         | Helyszín                   | Mérkőzés típusa    | Mérkőzés             | Eredmény | Nézők száma |
| --------------- | -------------------------- | ------------------ | -------------------- | -------- | ----------- |
| 1934. május 27. | Littorale Stadion, Bologna | egyik nyolcaddöntő | Svédország–Argentína | 3 : 2    | 14 000      |

#### Nemzetközi kupamérkőzések
Vezetett kupadöntők száma: 2.

##### Közép-európai kupa
Más néven Mitropa Kupa, Európa klubcsapatainak első nemzetközi labdarúgó-kupájának, az 1929-es döntőjének első és második döntő mérkőzését koordinálhatta.
| Időpont            | Helyszín                           | Mérkőzés típusa        | Mérkőzés                  | Eredmény | Nézők száma |
| ------------------ | ---------------------------------- | ---------------------- | ------------------------- | -------- | ----------- |
| 1929. november 3.  | Hidegkuti Nándor Stadion, Budapest | első döntő mérkőzés    | Újpest FC–SK Slavia Praha | 5 : 1    | 18 000      |
| 1929. november 17. | Eden Stadion, Prága                | második döntő mérkőzés | SK Slavia Praha–Újpest FC | 2 : 2    | 22 000      |

#### A magyar labdarúgó-válogatott mérkőzései (1902–1929)
| Időpont           | Helyszín                              | Mérkőzés típusa          | Mérkőzés                   | Eredmény | Nézők száma |
| ----------------- | ------------------------------------- | ------------------------ | -------------------------- | -------- | ----------- |
| 1925. július 19.  | Wisły Stadion, Krakkó                 | 109. válogatott mérkőzés | Lengyelország–Magyarország | 0 – 2    | 8 000       |
| 1925. október 4.  | Üllői úti Stadion, Budapest           | 111. válogatott mérkőzés | Magyarország–Spanyolország | 0 – 1    | 40 000      |
| 1926. november 14 | Üllői úti Stadion, Budapest, Budapest | 119. válogatott mérkőzés | Magyarország–Svédország    | 3 – 1    | 26 000      |
| 1927. október 9.  | Hungária körúti Stadion, Budapest     | 128. válogatott mérkőzés | Magyarország–Csehszlovákia | 1 – 2    | 40 000      |

## Külső hivatkozások
- Erwin Braun. World Referee. [2012. október 5-i dátummal az eredetiből archiválva]. (Hozzáférés: 2011. szeptember 16.)
- Erwin Braun. footballzz.com. (Hozzáférés: 2011. szeptember 16.)
- Erwin Braun. scoreshelf.com. [2016. január 24-i dátummal az eredetiből archiválva]. (Hozzáférés: 2011. szeptember 16.)
- Erwin Braun. weltfussball.de. (Hozzáférés: 2011. szeptember 16.)
- Erwin Braun. eu-football.info. (Hozzáférés: 2014. szeptember 16.)

| Elődje: Albino Carraro | KEK döntő 1929 | Utódja: Sophus Hansen |